# Louis de Berlaymont
Pour les articles homonymes, voir Berlaymont.

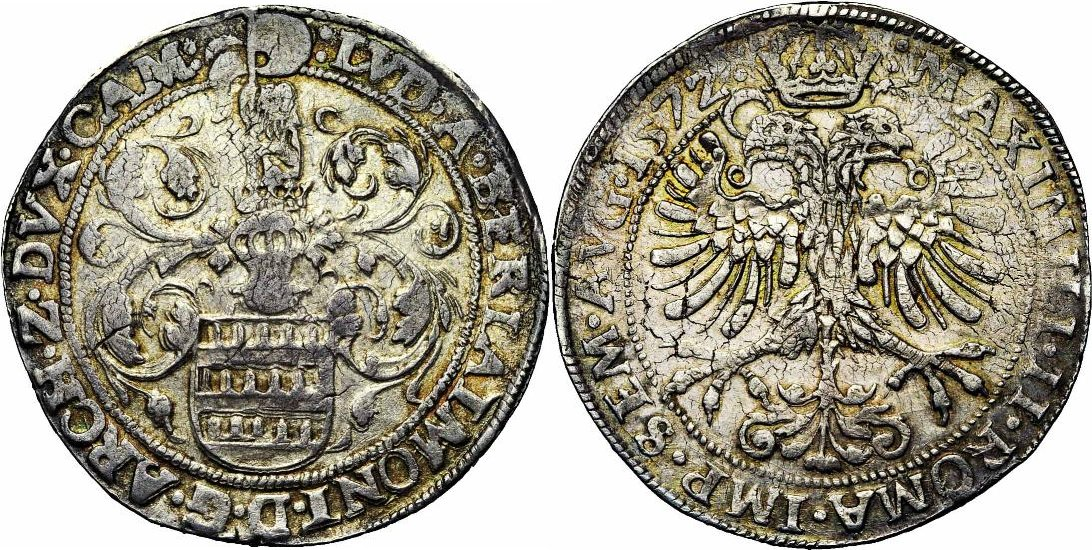
Coin (daldre) de 1572. Droit : écu heaumé de Louis de Berlaymont. Revers : aigle impériale de Maximilien II du Saint-Empire.

Louis de Berlaymont (aussi connu sous Ludovico de Berlaimont), né à Berlaimont en 1542 et décédé à Mons en 1596, est un prélat des Pays-Bas méridionaux fait archevêque-duc de Cambrai en 1570.

## Biographie
Le comte Louis de Berlaymont était fils de Charles de Berlaymont, chevalier de la Toison d'or, et frère de Gilles de Berlaymont, stathouder de plusieurs territoires des Dix-Sept Provinces, Lancelot de Berlaymont, seigneur de Beauraing, Florent de Berlaymont, stathouder de Namur, Artois, Gueldre et Luxembourg, et Claude de Berlaymont ('Haultpenne'), gouverneur de Bréda.
Il est destiné à suivre une carrière d'ecclésiastique, et déjà à l'âge de douze ans, il est chanoine à la cathédrale Saint Lambert de Liège, puis à la cathédrale de Tournai, puis abbé de Saint-Aubert à Cambrai. S'ensuit un poste de prévôt à la collégiale Sainte-Waudru de Mons. Pendant ce temps, il a obtenu son doctorat à l'Université de Bologne.
Louis devient le deuxième archevêque de Cambrai le 15 septembre 1570, à l'âge de 28 ans, en remplacement de Maximilien de Berghes. En même temps il était prévôt de Saint-Servais à Maastricht (1570-1596) après avoir été nommé à ce poste par Philippe II, le 30 mars 1570.
Sa consécration épiscopale eut finalement lieu le 4 novembre 1571. Il occupa les deux offices et fut principalement représenté à Maastricht. En 1581, il était l'un des deux candidats proposés par Alexandre Farnèse pour le poste de prince-évêque de Liège, qui était considéré comme un champion de la politique espagnole aux Pays-Bas bourguignons et plus tard, aux Pays-Bas espagnols.
Lorsque François, duc d'Anjou, prend Cambrai en 1580, Berlaymont se retire à Mons, dans le comté de Hainaut, gouvernant l'archidiocèse à partir de là.
Il est administrateur apostolique du diocèse de Tournai pendant la période de vacance à la mort de Jean Vendeville en 1592.
Il restaure les autels de Saint-Jean et Saint-Georges de la cathédrale de Tournai.
Le pape Clément VII nomma Berlaymont en 1593 comme évêque adjoint du diocèse de Tournai et légat du pape. Après avoir dû fuir dans la tourmente de la guerre de Quatre-Vingts Ans en 1583, il doit à nouveau quitter Cambrai après son retour après des disputes avec le magistrat. Auparavant, il avait soutenu la reprise de Cambrai avec un soutien financier et des troupes.
La garnison française fut chassée de Cambrai par Pedro Enríquez de Acevedo, comte de Fuentes, le 3 octobre 1595, mais l'archevêque ne revint jamais à son siège.
Il meurt à Mons le 15 février 1596. Son corps fut transféré à Cambrai, où il fut inhumé dans une chapelle du monastère des Sœurs Noires augustines, dont il fut lui-même le commanditaire. Il est remplacé par Jean Sarazin à la tête de l'archevêché.